# Duodezimalsystem

Duodezimalziffern gemäß der Dozenal Society of Great Britain (Font: Symbola 8.0)

Das Duodezimalsystem (lateinisch duodecim ‚zwölf‘, auch Zwölfersystem oder Unzialsystem zu lateinisch uncia ‚Zwölftel‘) ist ein Stellenwertsystem zur Darstellung von Zahlen. Es verwendet die Basis Zwölf, ist also das „12-adische Stellenwertsystem“. Das bedeutet: Anders als beim üblichen Dezimalsystem (mit der Basis zehn) gibt es zwölf Ziffern, so dass erst für natürliche Zahlen ab zwölf eine zweite Stelle benötigt wird.
Im Duodezimalsystem bedeutet die Zahl 10 nicht zehn, sondern 1 Dutzend + 0 (also zwölf) und die Zahl 0,1 bedeutet nicht ein Zehntel, sondern ein Zwölftel.

## Eigenschaften
Keine Zahl kleiner als Zwölf hat eine so gute Teilbarkeit. Die Zwölf hat vier nichttriviale Teiler, 2, 3, 4 und 6, sie ist eine hochzusammengesetzte Zahl. Das hat praktische Vorteile bei der Verwendung als Größeneinteilung. Die Zehn hat dagegen nur zwei nichttriviale Teiler, 2 und 5.
Die fünf elementarsten Brüche (1⁄4, 1⁄3, 1⁄2, 2⁄3 und 3⁄4) haben im Duodezimalsystem alle eine kurze, endliche Darstellung:
- 1⁄4=0,3(12)
- 1⁄3=0,4(12)
- 1⁄2=0,6(12)
- 2⁄3=0,8(12)
- 3⁄4=0,9(12)

Im Dezimalsystem haben diese Brüche die Darstellungen:
- 1⁄4=0,25
- 1⁄3=0,33333…
- 1⁄2=0,5
- 2⁄3=0,66666…
- 3⁄4=0,75

Das Duodezimalsystem wurde vereinzelt als das „optimale Zahlensystem“ bezeichnet.

## Zahlschriften für das Duodezimalsystem
Es sind keine historischen Zahlschriften zur graphischen Darstellung für das Duodezimalsystem bekannt.
Gruppierungen, die in moderner Zeit die Bekanntheit und Verwendung des Duodezimalsystems fördern wollen, sind unter anderem die Dozenal Society of America (gegründet 1944) und die Dozenal Society of Great Britain (gegründet 1959).
Einige Computersysteme nutzen die durch die binäre Realisierung gegebenen zusätzlichen Wertebereiche.

### Ziffern
Im Duodezimalsystem werden zwei Ziffern mehr als im Dezimalsystem benötigt. Die Dozenal Society of Great Britain verwendet zusätzlich zu den Ziffern 0 bis 9 noch die von Isaac Pitman vorgeschlagenen Zeichen 2 für Zehn und 3 für Elf (die um 180° gedrehten Ziffern 2 und 3).
Die Dozenal Society of America verwendete zeitweise  für Zehn und  für Elf. Wo diese Zeichen nicht zur Verfügung stehen, können hilfsweise X und E geschrieben werden. Die Zahl mit dezimaler Darstellung 278 wird somit duodezimal als „1E2“ {\displaystyle (1\cdot 12^{2}+11\cdot 12^{1}+2\cdot 12^{0})} geschrieben.

### Darstellung auf Computersystemen
Die Zeichen  und  sind in Unicode seit Version 8.0.0 (Juni 2015) als ↊ U+218A turned digit two und ↋ U+218B turned digit three im Block Zahlzeichen auf Grundlage eines Vorschlags von 2013 als Sonderzeichen ohne intrinsischen numerischen Wert enthalten.
Diese Zeichen können in LaTeX durch Laden des Pakets \usepackage{tipx} als \textturntwo bzw. \textturnthree dargestellt werden.
Diese Zeichen werden auch in diesem Artikel verwendet.
Die Zeichen  und  sind hingegen in keinem allgemein verfügbaren Zeichenstandard vorhanden (Stand Juni 2015). Ein Antrag zur Aufnahme in Unicode wurde im Juni 2013 betreffs dieser Zeichen nicht angenommen. Behelfsweise können sie durch die entfernt ähnlichen Zeichen {\displaystyle x\!} (U+1D4B3 mathematical script capital x) und ℰ (U+2130 script capital e) dargestellt werden. (Das griechische Chi „χ“ eignet sich weniger, da es als Kleinbuchstabe mit Unterlänge nicht bündig mit anderen Ziffernzeichen steht.)
Viele Computerprogramme für die Umrechnung in verschiedene Basen benutzen der Einfachheit halber die Buchstaben A und B für Zehn und Elf in Anlehnung an den Gebrauch im Hexadezimalsystem. Die gängigsten Lochkarten  hatten 80 Spalten mit 12 Zeilen für die Ziffern 0 bis 9 sowie 2 zusätzliche.

### Ganze und rationale Zahlen
Die Darstellung der Zahlen erfolgt ähnlich wie die Darstellung im gewöhnlich verwendeten Dezimalsystem, mit dem Unterschied, dass die Wertigkeit der Ziffern nicht durch die entsprechende Zehnerpotenz, sondern durch die passende Zwölferpotenz bestimmt wird.
Beispielsweise stellt die Ziffernfolge 234 nicht (wie im Dezimalsystem) die Zweihundertvierunddreißig dar, sondern die Dreihundertachtundzwanzig, denn im Duodezimalsystem berechnet sich der Wert durch:
{\displaystyle 234_{(12)}=2\cdot 12^{2}+3\cdot 12^{1}+4\cdot 12^{0}=288+36+4=328_{(10)}}
Die Indices weisen dabei auf die verwendete Basis hin.
Duodezimale Brüche sind wie im Dezimalsystem entweder endlich, wie
1⁄2 = 0,6(12)
1⁄3 = 0,4(12)
1⁄4 = 0,3(12)
1⁄6 = 0,2(12)
1⁄8 = 0,16(12)
1⁄9 = 0,14(12)
1⁄12 = 0,1(12)
oder periodisch, wie
1⁄5 = 0,2497(12)
1⁄7 = 0,186↊35(12)
1⁄10 = 0,1 2497(12)
1⁄11 = 0,1(12)
Negative Zahlen schreibt man wie im Dezimalsystem mit einem vorangestellten Minuszeichen.

## Zahlwortsysteme für das Duodezimalsystem

### Natürliche Zahlwortsysteme
Mündliche Zahlwortsysteme mit der Basiszahl 12 sind sehr selten.
Die gesprochenen Zahlen der Plateau-Sprachen in Nigeria und die nepalesische Sprache Chepang und sind als solche belegt. Auch  die Sprache Mahl der indigenen Bevölkerung des Atolls Minicoy basiert auf der Basiszahl 12. In weiteren Sprachen finden sich individuelle Grundzahlen bis 12.
Die Einteilung und die Gruppierung in 12 ist zwar kulturell sehr weit verbreitet und zeigt sich etwa  in den zweimal 12 Stunden pro Tag, 12 Monaten pro Jahr, 12 Tierkreiszeichen, 12 Zeichen in der chinesischen Astrologie und der Einteilung alter Maßeinheiten (z. B. bei Zoll und Fuß). Sie sind jedoch kein Hinweis auf ein Duodezimalsystem.
Bei den römischen Zahlen basieren die Brüche auf der Basis 12. Der lateinische Name für ein Zwölftel ist Uncia – ein Wort, das später zum Gewichtsmaß „Unze“ wurde.
Offensichtlich liegen diesen Phänomenen die den frühen Hochkulturen bekannten vorteilhaften mathematischen Eigenschaften des Duodezimalsystems zugrunde, insbesondere die Multiplikation mit den Kehrwerten anstelle der Division (siehe auch Sexagesimalsystem).

### Sprechweise im Deutschen
Die Zahlennamen im Deutschen beruhen auf dem Dezimalsystem. Ihre Bildung (Zusammensetzung) zeigt einige Besonderheiten.
Zur sprachlichen Repräsentationen für Zahlen des Duodezimalsystems im Deutschen stehen spezifisch nur die Zahlwörter Elf, Zwölf, Dutzend, Gros und Maß zur Verfügung. Bemerkenswert ist noch Hundert, das als Großhundert im Handel oft {\displaystyle 120_{10}} betrug.
Die Endung „-zehn“ für die Zahlen zwischen {\displaystyle 13_{10}} und {\displaystyle 19_{10}}, sowie die Endung „-zig“ für die Zahlen {\displaystyle 20_{10}} bis {\displaystyle 90_{10}} können nicht verwendet werden, da sie zu Missverständnissen führen würden.
Stattdessen können die Zahlen so gebildet werden, wie es im deutschen Dezimalsystem bei den Zahlen ab {\displaystyle 100_{10}} und in anderen Sprachen schon bei Zahlen ab {\displaystyle 20_{10}} (selten auch schon früher) üblich ist, indem die höherwertigen Stellen zuerst genannt werden. Da das Duodezimalsystem allerdings im Alltag kaum verwendet wird, ist auch die Aussprache ungeläufig.
| Zahl | Aussprache                     |
| ---- | ------------------------------ |
| ↊    | Zehn                           |
| ↋    | Elf                            |
| 10   | Zwölf oder (ein) Dutzend       |
| 11   | (Ein-)Dutzendeins              |
| …    |                                |
| 1↊   | (Ein-)Dutzendzehn              |
| 1↋   | (Ein-)Dutzendelf               |
| 20   | Zweidutzend                    |
| 21   | Zweidutzendeins                |
| …    |                                |
| ↋↋   | Elfdutzendelf                  |
| 100  | Gros                           |
| 101  | Groseins                       |
| …    |                                |
| 111  | Gros(ein)dutzendeins           |
| …    |                                |
| ↋↋↋  | Elfgroselfdutzendelf           |
| 1000 | (ein) Maß                      |
| …    |                                |
| 2345 | Zweimaßdreigrosvierdutzendfünf |

## Duodezimales Zählen mit Fingergliedern
Im gewohnten Dezimalsystem (10er-System) zählt man mit den zehn Fingern (2 mal 5) beider Hände. In einigen Gegenden der Welt existierte aber ein Zählen mit Hilfe der Fingerglieder, das einhändig zur Zahl zwölf, zweihändig sogar zur Zahl 144 (156) führt.
Dazu werden mit dem Daumen der Haupt-Zählhand die Fingerglieder der Reihe nach von kleinen Finger bis zum Zeigefinger (4 Finger × jeweils 3 Fingerglieder) berührt. Mit der anderen Hand werden dazu dann die vollen Dutzend im selben System festgehalten.
Siehe ausführlich Ein- und zweihändiges Zählen mit Fingergliedern und Fingern.
Das Duodezimalzählsystem an einer Hand ist bezeugt in Indien, Indochina, Pakistan, Afghanistan, im Iran, in der Türkei, im Irak und in Ägypten.

## Grundrechenarten
Ganz analog zu den Zahlen im Dezimalsystem lassen sich mit Duodezimalzahlen die gängigen arithmetischen Grundoperationen Addition, Subtraktion, Multiplikation und Division durchführen. Die benötigten Algorithmen sind prinzipiell dieselben, nur werden durch die größere Anzahl von Ziffern das kleine Einmaleins und die Additionstabelle größer.
| *  | 1  | 2  | 3  | 4  | 5  | 6  | 7  | 8  | 9  | ↊  | ↋  | 10  |
| -- | -- | -- | -- | -- | -- | -- | -- | -- | -- | -- | -- | --- |
| 1  | 1  | 2  | 3  | 4  | 5  | 6  | 7  | 8  | 9  | ↊  | ↋  | 10  |
| 2  | 2  | 4  | 6  | 8  | ↊  | 10 | 12 | 14 | 16 | 18 | 1↊ | 20  |
| 3  | 3  | 6  | 9  | 10 | 13 | 16 | 19 | 20 | 23 | 26 | 29 | 30  |
| 4  | 4  | 8  | 10 | 14 | 18 | 20 | 24 | 28 | 30 | 34 | 38 | 40  |
| 5  | 5  | ↊  | 13 | 18 | 21 | 26 | 2↋ | 34 | 39 | 42 | 47 | 50  |
| 6  | 6  | 10 | 16 | 20 | 26 | 30 | 36 | 40 | 46 | 50 | 56 | 60  |
| 7  | 7  | 12 | 19 | 24 | 2↋ | 36 | 41 | 48 | 53 | 5↊ | 65 | 70  |
| 8  | 8  | 14 | 20 | 28 | 34 | 40 | 48 | 54 | 60 | 68 | 74 | 80  |
| 9  | 9  | 16 | 23 | 30 | 39 | 46 | 53 | 60 | 69 | 76 | 83 | 90  |
| ↊  | ↊  | 18 | 26 | 34 | 42 | 50 | 5↊ | 68 | 76 | 84 | 92 | ↊0  |
| ↋  | ↋  | 1↊ | 29 | 38 | 47 | 56 | 65 | 74 | 83 | 92 | ↊1 | ↋0  |
| 10 | 10 | 20 | 30 | 40 | 50 | 60 | 70 | 80 | 90 | ↊0 | ↋0 | 100 |

## Teilbarkeit einer Zahl in Duodezimaldarstellung
Im 12er-System lässt sich die Teilbarkeit einer gegebenen mehrstelligen Zahl in vielen Fällen leichter bestimmen als in der Dezimalschreibweise. Ausnahmen bilden die Teiler  5  und  7, da sie zu  12  teilerfremd sind. Für Teiler von  2  bis  13(10) = 11(12) gelten die folgenden Regeln:
Eine Duodezimalzahl ist …
… durch  2  teilbar, wenn die letzte Ziffer (rechts stehend, Einer-Stelle) gerade ist.
… durch  3  teilbar, wenn die letzte Ziffer durch  3  teilbar, also eine  0,  3,  6  oder  9  ist.
… durch  4  teilbar, wenn die letzte Ziffer gleich  0,  4  oder  8  ist.
… durch  5  teilbar, wenn die mithilfe der periodischen Folge  (an) = (1 ; 2 ;  -1 ;  -2)  gewichtete Quersumme durch  5  teilbar ist.
Beispiel:  Die Quersumme der Zahl  37056(12)  ergibt sich nach dieser Vorschrift aus      1 {\displaystyle \cdot } 6  +  2 {\displaystyle \cdot } 5  {\displaystyle -} 1 {\displaystyle \cdot } 0 {\displaystyle -}2 {\displaystyle \cdot } 7  +  1 {\displaystyle \cdot } 3   =   5
Die Ziffern der gegebenen Zahl werden dabei von rechts beginnend mit den Faktoren aus der Folge multipliziert, nach je vier Ziffern wiederholt sich die Folge. Die so gebildete Summe kann auch negativ sein. Wenn das Ergebnis – wie hier – durch  5  teilbar ist, ist auch die gegebene Zahl durch  5  teilbar. Die Faktoren der Folge können dabei auch modulo 5 variiert werden, d. h. die Folge  (an) = (1 ; 2 ;  4 ;  3) wäre ebenso geeignet.
… durch  6  teilbar, wenn die letzte Ziffer eine  0  oder eine  6  ist.
... durch 7 teilbar, wenn die mithilfe der periodischen Folge (an) = (1 ; -2 ; 4 ; -1 ; 2 ; 3) gewichtete Quersumme durch 7 teilbar ist. (Erklärung siehe Teilbarkeit durch 5).  
Beispiel:     2023(10)   =   1207(12)      -->      1 {\displaystyle \cdot } 7  {\displaystyle -} 2 {\displaystyle \cdot } 0  + 4 {\displaystyle \cdot } 2 {\displaystyle -}1 {\displaystyle \cdot } 1    =     7 + 0 + 8 - 1  = 14      -->  1207(12)  ist durch 7 teilbar.
… durch  8  teilbar, wenn ihre vorletzte Ziffer gerade und die letzte Ziffer eine  0  oder eine  8  ist, oder die vorletzte Ziffer ungerade und die letzte eine  4  ist.
… durch  9  teilbar in jedem der folgenden Fälle:
1.  Vorletzte Ziffer = 0 mod 3,   letzte Ziffer {\displaystyle \in \{0,9\}}
2.  Vorletzte Ziffer = 1 mod 3,   letzte Ziffer = 6
3.  Vorletzte Ziffer = 2 mod 3,   letzte Ziffer = 3.   (Z. B.  sind alle Zahlen, die auf  …23,  …53,  …83. oder auf  …{\displaystyle \varepsilon 3}  enden, durch  9  teilbar).
… durch  {\displaystyle \varkappa }(12)  teilbar (d. h. hier durch die Zahl 10 des 10er-Systems), wenn sie durch  2  und durch  5  teilbar ist (siehe dort).
… durch  {\displaystyle \varepsilon }  teilbar (= 11(10)), wenn ihre (einfache) Quersumme durch  11  teilbar ist.
… durch  10(12)  =  12(10) teilbar, wenn die letzte Ziffer  =  0  ist.
… durch  11(12)  =  13(10) teilbar, wenn ihre alternierende Quersumme durch 13  teilbar ist. Die Ziffern werden abwechselnd addiert und subtrahiert, d. h. sie werden mit der Folge  (an) = (1 ;  –1 ;  1 ;  –1 ;  … ) gewichtet, vgl. Teilbarkeit durch  5.

## Umrechnen in andere Stellenwertsysteme
Die ersten natürlichen Zahlen werden im Duodezimalsystem so dargestellt:
| Duodezimalsystem | 0 | 1 | 2 | 3 | 4 | 5 | 6 | 7 | 8 | 9 | ↊  | ↋  | 10 | 11 | 12 | 13 | 14 | 15 | 16 | 17 | 18 | 19 | 1↊ | 1↋ | 20 |
| Dezimalsystem    | 0 | 1 | 2 | 3 | 4 | 5 | 6 | 7 | 8 | 9 | 10 | 11 | 12 | 13 | 14 | 15 | 16 | 17 | 18 | 19 | 20 | 21 | 22 | 23 | 24 |

### Vom Duodezimalsystem ins Dezimalsystem
Um aus einer Duodezimalzahl eine Dezimalzahl zu erhalten, zählt man die angegebenen Vielfachen der 12er-Potenzen zusammen, berechnet also den Wert der Zahl wie es die Definition des 12-adischen Stellenwertsystems vorgibt:
234(12) = 2 · 122 + 3 · 121 + 4 · 120 = 288 + 36 + 4 = 328.

### Vom Dezimalsystem ins Duodezimalsystem
Eine Möglichkeit, eine Dezimalzahl ins Duodezimalsystem umzuwandeln, ist die Betrachtung der Divisionsreste, die entstehen, wenn die Zahl durch die Basis 12 geteilt wird.
Im Beispiel der 328(10) sähe das so aus:
```
328
: 12 = 
27
 Rest 
4
,
 
27
: 12 = 
2
 Rest 
3
,
  
2
: 12 = 
0
 Rest 
2
.
```

Die gesuchte Ziffernfolge liest man nun von unten nach oben an den Resten ab: 234(12).